# Pierini
La tribu Pierini es un grupo de mariposas, perteneciente a la superfamilia Papilionoidea, familia Pieridae, subfamilia Pierinae. 

## Filogenia y clasificación
En un análisis filogenético de la familia Pieridae se ha comprobado el carácter monofilético de la tribu. Todas las especies comparten un tipo de pupa o crisálida diferente al resto de las mariposas de la familia. Se reconocen al menos cinco grupos o clados, tres de los cuales tienen rango de subtribu, y dos son de posición incierta.

### Grupos con posición incierta
El género Elodina C. & R. Felder, 1865 y el clado formado por los géneros Belenois Hübner, 1819 y Dixeia Talbot, 1932 tienen una posición incierta dentro del análisis filogenético del grupo, pero se sospecha que Elodina constituye un género basal hermano del resto de las subtribus de Pierini.

### Subtribu AppiadinaKusnezov, 1921
- Aoa de Nicéville, 1898
- Appias Hübner, 1819 (incluye también Phrissura Butler, 1870).
- Saletara Distant, 1885
- Udaiana Distant, ?

### Subtribu AporiinaChapman, 1895
La subtribu tiene una alta diversidad, con más de 480 especies, y muestra peculiaridades en su morfología y biología que la diferencian de otras piérides. En muchas especies las larvas se alimentan en grupos y producen seda en gran cantidad. Se reconocen seis linajes, de los cuales cuatro son géneros de posición basal:
- Cepora Billberg, 1820
- Prioneris Wallace, 1867
- Mylothris Hübner, 1819
- Aporia Hübner, 1819 (probablemente incluya Mesapia Gray, 1856)

El grupo Delias está formado por dos géneros relacionados:
- Delias Hübner, 1819
- Leuciacria Rothschild et Jordan, 1905

El grupo o clado Catasticta formado por ocho géneros relacionados:
- Archonias Hübner, 1825
- Catasticta Butler, 1870
- Charonias Röber, 1908
- Eucheira Westwood, 1834
- Leodonta Butler, 1870
- Melete Swainson, 1831
- Neophasia Behr, 1869
- Pereute Herrich-Schäffer, 1867

### Subtribu PierinaDuponchel, 1835
Conformada por unos 19 géneros que se pueden separar en dos clados, un grupo mayormente Neotropical:
- Ascia Scopoli, 1777
- Ganyra Billberg, 1820
- Hypsochila Ureta, 1955
- Infraphulia Field, 1958
- Phulia Herrich-Schäffer, 1867
- Piercolias Grote, 1903
- Pierphulia Field, 1958
- Reliquia Ackery, 1975
- Tatochila Butler, 1870
- Theochila Field, 1958

Y otro que contiene especies de diferentes regiones del mundo:
- Baltia Moore, 1878
- Glennia Klots, 1933
- Itaballia Kaye, 1904
- Leptophobia Butler, 1870
- Perrhybris Hübner, 1819
- Pieriballia Klots, 1933
- Pieris Schrank, 1801
- Pontia Fabricius, 1807

## Historia natural

### Plantas hospederas
Las larvas de la mayoría de las especies se alimentan de plantas de tres órdenes distintos: al menos 85 especies se alimentan de Brassicales (crucíferas o Brassicaceae y familias relacionadas con Glucosinolatos a veces llamados "aceite de mostaza"), 61 especies se alimentan de Santalales (algunas familias de plantas parásitas), y 15 de Malpighiales, pero también se han reportado numerosas especies de plantas de al menos 25 órdenes distintos.

### Ciclo de vida
Las mariposas de la tribu Pierini comparten un tipo de pupa o crisálida alargada con una superficie ventral lisa y una protuberancia en forma de cuerno o espina en la cabeza. La pupa se sostiene con un hilo en forma de cinturón que la mantiene sujeta al sustrato en posición vertical u horizontal con la cara dorsal hacia arriba.